# Pere Vehils i Torrents
Pere Vehils i Torrents (Badalona, 22 de març de 1799–19 d'octubre de 1870) va ser un terratinent i polític català, alcalde de Badalona diverses vegades al segle xix.
Nascut en el sí d'una família d'ascendència badalonina, era fill de Ramon Vehils i Blancafort i de Paula Torrents i Banús. Els Vehils eren propietaris de diverses terres escampades pels veïnats de Pomar, Llefià i SIstrells, però també a la zona del camí Ral, on tenien la seva casa pairal. A més, era una família que havia ocupat diverses vegades càrrecs municipals abans i després de la Guerra de Successió.
Vehils no va ser fill hereu, però no va quedar en mala posició, perquè el seu pare li va llegar unes terres i un negoci d'extracció de guix a Les Guixeres, del qual tingué també una fàbrica annexa a la seva residència al carrer de Sant Bru. Membre del Partit Progressista, va ser alcalde diverses vegades (1839-1840, 1843 i 1856), tot i degué ser especialment notable la seva actuació, quan va aglutinar l'alcaldia i la comandància de la Milícia Nacional de Badalona.
Precisament, formà part de la milícia local diverses vegades des de 1822. El 1836 va estar destacat a les localitats de Breda i Sant Celoni, i el 1842 va ser elegit comandant del dotzè batalló format a Badalona. Les seves actuacions com a alcalde i comandant de la milícia, en uns anys tràgics per a Barcelona, van sobresortir molt per la seva habilitat, energia i honradesa, tant que el 1842 l'Ajuntament de Badalona va enviar-li unes felicitacions afectuoses pel dia de Sant Pere. El 1868 també va participar de la Junta Revolucionària, després del destronament d'Isabel II.
Es va casar el 1841 amb Maria Remolins. El matrimoni no va tenir fills, tot i que ella tenia dues filles d'un matrimoni anterior, que Vehils va tractar com a pròpies. Remolins va quedar vídua.